# Shmuley Boteach
Jacob Shmuel Boteach (ur. 19 listopada 1966 w Los Angeles) – amerykański rabin i osobowość medialna.
Według tygodnika „Newsweek” jest jednym z 10 najbardziej wpływowych rabinów w Stanach Zjednoczonych, a według „The Jerusalem Post” jednym z pięćdziesięciu najbardziej wpływowych rabinów na świecie.

## Życiorys
Boteach urodził się w Los Angeles w Kalifornii, jako najmłodsze z pięciorga dzieci irańskiego żyda i amerykańskiej żydówki aszkenazyjskiej. W wieku 13 lat dołączył do Chabad-Lubawicz. Podczas zakładania jesziwy Chabadu w Sydney, poznał swoją przyszłą żonę, Debby, z którą ożenił się w 1988 roku. 
W 1994 roku poróżnił się z swoją grupą chasydzką w 3 kwestiach: akceptacji dla homoseksualistów oraz nie-żydów w swoim studenckim stowarzyszeniu Oxford University L'Chaim Society oraz organizacji przemówienia premiera Izraela, Icchaka Rabina z którego polityką nie zgadzał się Chabad.
Pod koniec lat 90. Boteach został przyjacielem, bliskim powiernikiem i doradcą duchowym piosenkarza Michaela Jacksona, z którym poróżnił się w 2002 roku.
Fragmenty jego bestsellera „Koszerny seks”  były publikowane w Playboyu w 1998 roku.
Ze względu na bardzo częstą reklamę własnej osoby w mediach, w 2009 roku został nazwany „Baal Szem Towem autopromocji”. Podczas promocji swojej książki na Cheltenham Literature Festival, Boteach sarkastycznie powiedział: „Bóg dał 10 przykazań na Synaju, a 11. przykazanie, które zostało wykreślone, ale które zostało przekazane ustnie, brzmi: „Zrobisz wszystko dla rozgłosu i uznania”.
Prowadzi działalność prosyjonistyczną, w ramach której publikuje reklamy potępiające celebrytów krytykujących politykę państwa Izrael lub wspierające Palestyńczyków, w tym Lorde, Natalie Portman, Duę Lipę, Bellę Hadid czy Gigi Hadid.